# 留学

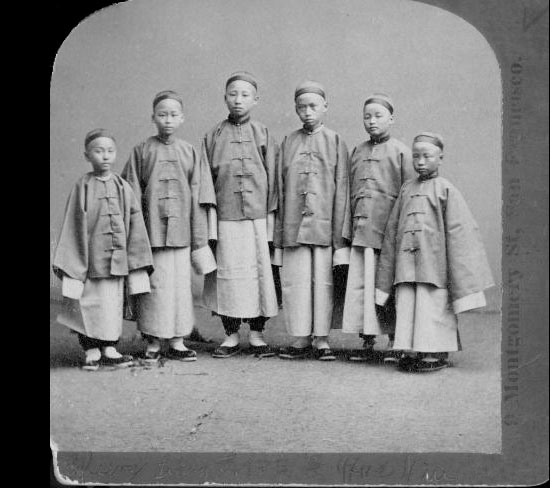
1872年9月，中国（大清）首批到达加利福尼亚州的留美幼童

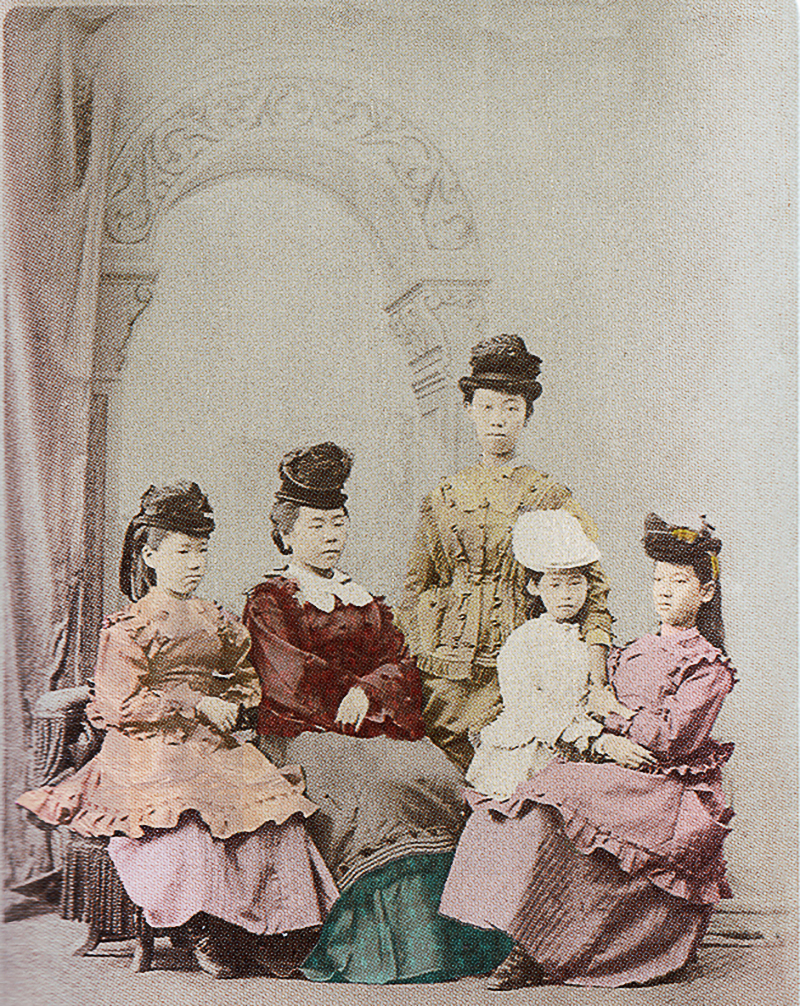
1860年日本第一批留美女留學生

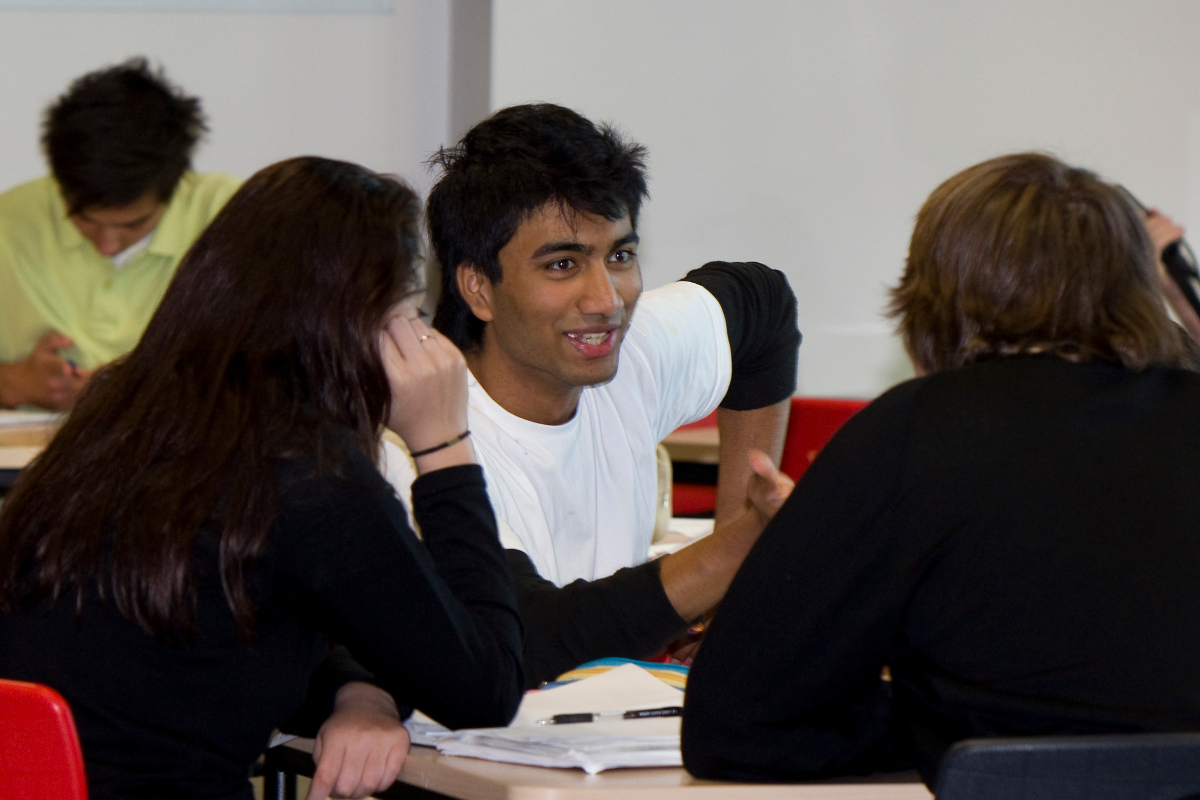
留學紐西蘭的印度學生正在参与讨论

留学，本意指留在异地上学，现在多特定指离开国境和熟悉环境的异地就学，也称留洋，参加者被称为留学生，教育时间可以分为短期或长期，另外，美国等国家组织的一类海外短期的交换学生计划，其英文名字“Study abroad”直译也为留学，又稱為海外研修（中国大陸、港澳称为「海外交流」）。
除了自行向收留外國學生的學校申請之外，很多學生出國也都會利用留學代辦（或稱留學中介）來註冊學校或選擇留學國家，或者兩者搭配使用的方式來協助出國學習的手續辦理。

## 原因
留学的原因主要有下：
- 旅游
- 开阔眼界和经验
- 学习与该国有关的语言、文化知识
- 追求更好的教育条件。在从本地區到更好教育體系地區的留学学生中，这个原因最为常见，特別是香港，由於學位學額不足，導致許多學生未能入讀學士學位課程，他們或會選擇到國外留學。
- 外交原因。政府之间为了表示亲善合作，可能互派学生、官员或者军人到对方学校学习。
- 就業因素，以取得外國名校之有效力畢業文憑做為個人未來就業市場優勢為主要原因。
- 青春期心理，急于离开父母。
- 锻炼生活独立能力。

- 与移民有关的原因，例如：
  - 随父母暂时居住在外国的未成年人。
  - 以留学生身份申请学生签证，获得暂时定居权。
  - 熟悉该国社会，积累经验，为以后永久性定居作准备。
  - 单亲家庭，跟随监护人。

## 留学目的地/生源地

### 巴比伦
古希腊早期的哲学家，数学家泰勒斯曾在巴比伦学习过很多知识。

### 埃及
古希腊另一位早期数学家毕达哥拉斯在埃及留学过。

### 印度
中国古代曾有多次的留学生去印度学习佛教经文著名的有法显，玄奘等。

### 中国
中国古代自隋朝开始，多次从日本、琉球、朝鲜半岛、越南等地接受留学生来学习中国文化。其中著名的有唐朝的阿倍仲麻呂。
近代中国第一次大规模向海外留学始自1872年，清政府派遣留美幼童。
中华人民共和国建立至1970年代末，中国大陆公民出国受限，除极少数人因公事出国、公派留学外，没有“因私出国一说”。1982年，出国留学人数为1000人。同年，中华人民共和国教育部、公安部等部委联合发出《关于自费出国留学的暂行规定》，开放个人自费出国留学。实际操作中，出国留学依然受到十分严格的审批，家庭成分、海外关系等都是政审的重点内容。1983年教育部公派留学生的个案显示，在留学前一年，留学生须按要求参与一年的语言和政治思想培训。出国前，留学生被特别交待注意事项有：不要和台湾（中華民國）女生来往，提防台湾女特务；在国外进行论文演讲要经过使领馆批准等。同时，办理护照手续繁复，需要多重政审。全国普遍存在“出国难”的状况。
1984年4月，中华人民共和国公安部下发国务院批准的《关于放宽因私出国审批条件的请示》，明确“因私出国”是公民的正当权益，并要求“公安机关应当认真受理出境申请，不允许久拖不决，不允许对催促询问不理不睬”。1985年时，出国留学人数达到1万人。1986年，出国留学人数突破10万人。1992年，邓小平南巡，中国大陆政治环境进一步放松，中国公民出国留学、探亲、商贸、旅游全面开放。
中国留学生目的地前十名是：
1. 美国（291,063名）
2. 澳大利亚（97,387名）
3. 日本（89,788名）
4. 英国（86,204名）
5. 加拿大（42,011名）
6. 韩国（39,108名）
7. 香港（25,801名）
8. 法国（25,388名）
9. 德国（23,616名）
10. 新西兰（15,009名）

据联合国教科文组织2015教育年鉴统计，中国大陆共有801,187名海外留学生，在华留学生人数居亚洲国家中留学目的国首位。
中共中央总书记、中国国家主席习近平会见哈佛大学校长巴科时表示，“我们主张互学互鉴，鼓励留学，支持中外教育交流合作”。习近平的独生女习明泽也曾经在美国哈佛大学读书。

### 日本
在十九世紀，位於現今山口縣的長州藩曾秘密派遣五名藩士到英國留學，這五人是伊藤博文（伊藤俊輔）、山尾庸三、井上勝（野村彌吉）、井上馨（井上聞多）、遠藤謹助，他們合稱「長州五傑」，在明治維新時於不同領域發揮影響力，將日本帶向現代化。

### 美国
在20世纪之前，美国高等教育不是很发达的情况下，很多年轻美国人去欧洲留学。例如整个19世纪，约有1万人先后在德国各大学留学。
目前，从其他国家来美接受教育的有长期和短期留学生。美国高等教育学生出国留学则以短期为主。2011年，在美國各教育機構註冊的外籍學生共有879,005名，人數最多的來源國家（地区）前十名分別如下：
1. 中國大陆（202,003人）
2. 韓國（107,054人）
3. 印度（98,554人）
4. 沙烏地阿拉伯（51,999人）
5. 加拿大（30,104人）
6. 日本（26,591人）
7. 台灣（25,213人）
8. 越南（18,537人）
9. 墨西哥（17,054人）
10. 巴西（15,517人）

### 紐西蘭
紐西蘭大學有奧克蘭大學以及奧克蘭理工大學（奧克蘭，商業中心）、奧塔哥大學（但尼丁）、坎特伯里大學（基督城）、惠靈頓維多利亞大學（威靈頓，政商與資訊產業中心）、梅西大學、及懷卡托大學（哈密尔顿）世界進入世界500大大學評比之中，紐西蘭的大學教師及學者多數來自於世界各地，因此學校的學術文化相當地多元。2006年之後，至紐西蘭攻讀博士學位的國際學生，可享有當地學生費用，子女亦可以當地居民資格就讀當地公立小學，享有低費用福利，配偶則有工作權利。

### 西班牙
近年来，西班牙，法国等小语种国家也备受留学生们的倾爱。带着对异域文化的好奇，和对美好就业前景的憧憬，西班牙等地逐渐热门。在西班牙高中是两年制度，初中四年，小学六年，大学要根据选择的专业，所以基本与国内相同。

## 外部連結
- 教育部留學警示訊息網 （页面存档备份，存于）